# Svetlana Žuchová
Svetlana Žuchová, née le 31 décembre 1976 à Košice (Slovaquie orientale), est une traductrice, nouvelliste et écrivaine slovaque.
Svetlana Žuchová a étudié la psychologie à l'université de Vienne et la médecine à la Faculté de Médecine de l'Université Comenius à Bratislava. Elle travaille dans une clinique psychiatrique à Prague. Ses nouvelles ont été publiées dans des revues telles que Dotyky, Rak, Romboid, Vlna, OS et Slovo.
Elle a reçu par deux fois des prix lors du concours de nouvelles Poviedka (en 2001 et en 2005) et ses textes ont été publiés dans des anthologies reprenant des œuvres ayant participé à ces concours. Son premier livre, le recueil de nouvelles Dulce de leche (2003), a reçu le prix Ivan Krask. Le roman Yesim publié en 2006 et décrivant le milieu des émigrants turcs en Autriche est basée sur le monologue poétique du personnage principal, la jeune femme Yesim, au sujet des événements importants de sa vie.
Dans le roman Zlodeji a svedkovia (Voleurs et témoins, 2019) publié en 2011, l’auteure continue à explorer la psychologie d’une personne vivant éloignée de chez elle, ainsi que les relations au sein des communautés émigrantes. Son troisième roman  Obrazy zo života M. (Scènes de la vie de M., 2019) est paru en 2013 et on y retrouve la narratrice et personnage principal Marisia, déjà présente dans le livre précédent.
Ces trois romans ont participé à la finale du prix littéraire le plus important en Slovaquie, Anasoft Litera (2007, 2012 et 2014).
Žuchová traduit aussi de la littérature anglaise et allemande (fiction et non-fiction), dont les œuvres de Michel Faber, Sarah Kane, Sophie Kinsella et Sabine Thiesler.

## Biographie
Elle fait des études de médecine à l'Université Comenius de Bratislava, puis de psychologie à l'Université de Vienne.
Elle s'installe ensuite à Prague.

## Œuvres
- Dulce de leche (2003), recueil de nouvelles
- Yesim (2006), roman
- Zlodeji a svedkovia (Voleurs et témoins) (2011), roman, traduit en français par Paulina Sperkova, et publié aux éditions Le Ver à soie[2] (Virginie Symaniec, F78690  Les Essarts-le-roi), 2019, 204 pages,  (ISBN 979-1-0923-6435-4)[3]
- Obrazy zo života M. (Scènes de la vie de M.) (2013), roman, traduit en français  par Diana Jamborova Lemay et publié aux éditions Le Ver à soie, 138 pages,  (ISBN 979-1-092364-33-0)[4]

## Traductions
- Michel Faber, Sarah Kane, Sophie Kinsella, Sabine Thiesler (de)...

## Récompenses
- Prix Poviedka pour les nouvelles : 2001 et 2005
- Prix littéraire Ivan Krasko
- Prix de littérature de l'Union européenne 2015, pour Scènes de la vie de M.[5],[6]

## Aperçu de quelques ouvrages

### Yesim(2006)
Le roman traite d'une tranche de vie et de pensées d'un jeune immigré turc en famille en Autriche.

### Voleurs et témoins(2011)
Quelques immigrés, de Tchécoslovaquie, de Roumanie ou d'ailleurs, Marisia, Janut, Gregor, Borko, Petra, Nina/Nyna, et d'autres, confrontent leurs désirs à ce qu'ils vivent à Vienne (Autriche) : le travail illégal (le chantier qu'on quittait par la sortie de secours en fin de journée (p. 113)), les colocataires se volaient, les rencontres, les chansons, les souvenirs d'enfance, l'intranquillité, les mensonges, les erreurs, d'autres années ratées. En phrases courtes, chaque personnage (en alternance, un par court chapitre) évoque sa détresse, ses espérances, son destin.

### Scènes de la vie de M.(2013)
Une jeune femme, Marissa, enchaîne les gardes de nuit, dans un hôpital. elle ne dort plus sur son sac de couchage, mais sur le divan, et s'astreint à diverses règles (fatigue, sommeil, hygiène, repas minimal du traiteur chinois, bouteille d'eau, douche quotidienne...). elle a décidé de tenir un journal, pour collectionner les beaux souvenirs, et ce sont ces chapitres : Travail de nuit, Le mouvement, Le vide, La croissance, La finale, La loutre, La finale vue d'une autre perspective, Pour des raisons personnelles, Vu du ciel, Un événement...
Avant, à Vienne, il y avait Janut, qui a dû arrêter son travail au noir, et qui est désormais marié en Roumanie. La séparation s'est produite à peu près au moment de la mort de la mère de Marissa, ancienne institutrice, à 86 ans, à l'hôpital de Bratislava : ostéoporose, fracture de jambe, pneumonie, créatinine, confusion, agitation... Les fins de semaine, elle y allait et en profitait pour nager à la piscine. Le jour de sa mort aussi, elle s'est rendue à la 
piscine. Après, elle a acheté une voiture, bloqué le reste de l'argent maternel sur un compte, et a enchaîné les gardes. Le labyrinthe des liens familiaux s'est estompé. Mais Bratislava...
La même année, elle a rencontré Oto, et elle a fêté Noël chez les parents d'Oto, avec Ema, Katka, Lea, et tous les autres.
Marissa et Oto vivent désormais dans un petit appartement, avec balcon, de quoi faire un petit potager en pots (poivrons..., mais je ne suis plus végétarienne).
On va au ski en famille.
Le couple fait du jogging au centre de fitness plutôt qu'autour des immeubles, et fréquente le sauna d'un hôtel.
Peut-être une escapade au semi-marathon de Prague.
On va peut-être se marier.
Et puis, il y a ces courriers qui arrivent avec du retard, ou en recommandé...